# Eduardo Garza (actor)
José Eduardo Garza Escudero (Ciudad de México, México; 10 de enero de 1976), conocido simplemente como Lalo Garza, es un actor de voz, especializado en  doblaje y director de doblaje mexicano. Es mejor conocido por ser la voz de Krilin en Dragon Ball, Josh Nichols en Drake & Josh y Francis en Malcolm, el de en medio. También le da voz a Elmo, convirtiéndolo en uno de los actores de doblaje mexicanos con rangos vocales más altos.

## Carrera

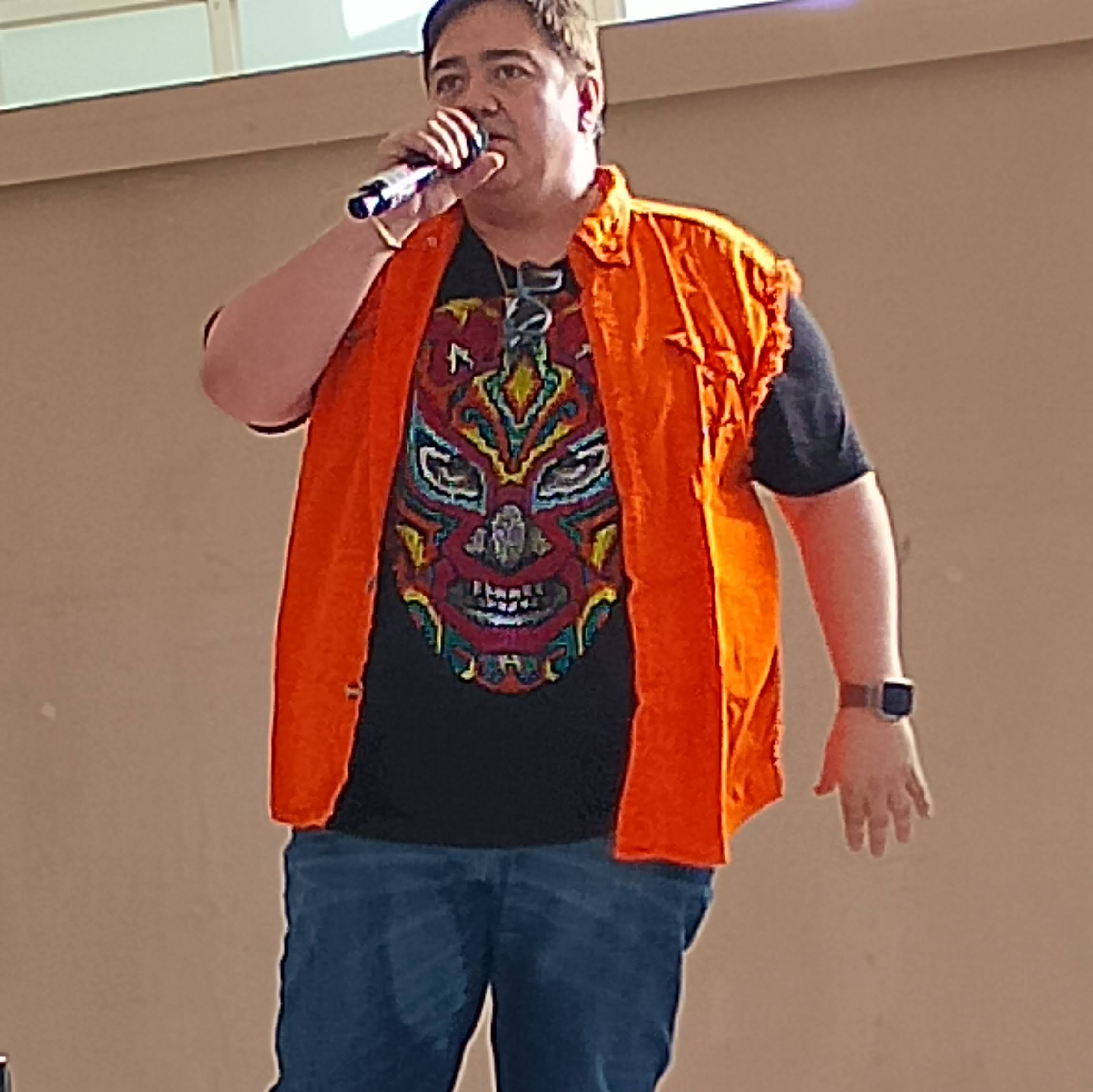
Garza en Zacatecas, México, julio de 2025.

Nacido en la Ciudad de México, obtuvo una Licenciatura en Publicidad y Actuación. Trabaja en teatro, televisión, publicidad, doblaje, títeres y música.
En 1991, comenzó a trabajar con Audiomaster 3000, doblando personajes en programas de televisión, como Brad Taylor en Home Improvement, Skeeter en Doug, Max en Mighty Max, Thorfinn en Vinland Saga, Itsy Bitsy en Itsy Bitsy Spider y Brendan en Step by Step.
En 1998 empezó a trabajar para direcciones de voz. Sus trabajos más importantes son las películas Flawless, The Exorcist, Drake & Josh, Laguna Beach, Veronica Mars, Naruto, Zatch Bell, Studio 60 y Growing Up Creepie.
De los personajes expresados por Garza para la televisión mexicana, los más notables son Elmo y Big Bird en Plaza Sésamo (Plaza Sésamo), Krillin en Dragon Ball Z, Josh en Drake & Josh, Fes en That '70s Show, David en Six Feet Under, Brad en Home Improvement, Skeeter en Doug, Donatello en Teenage Mutant Ninja Turtles (2003), Francis en Malcolm in the Middle, Principe Adam en He-Man, Bill en Sitting Ducks, Enzo en ReBoot, James en Thomas y sus amigos, Pinocho en Shrek 2, Shrek tercero y Shrek para siempre, Weevil en Yu-Gi-Oh!, Jamie en Daria, Tom en Wheel Squad, Tommy en 3rd Rock from the Sun, Louis Stevens en Even Stevens, Jeremiah Trottman en Zoey 101, Gaara, Gamatatsu, Shukaku y Akamaru en Naruto, Parco Folgore en Zatch Bell!, Francis en Malcolm in the Middle, Ichigo Kurosaki en Bleach, Carl y Carl² en Carl², Sputz Ringley en Rocket Power, Budge en Creepie, Scrambler en Bob the Builder, Myron en Escuela Wayside, Xandir en Drawn Together (el título en inglés de La casa de los dibujos), Logan en Veronica Mars, Tom en Studio 60 y los marcianos de Toy Story, Toy Story 2 y Buzz Lightyear Adventures. También prestó su voz a Fancy-Fancy (en español conocido como Panza) en el largometraje animado de 2011, Don Gato y su Pandilla.
También es el director de voz y locutor del doblaje de iCarly.

## Filmografía
| Año           | Título                                 | Personaje                                        | Notas                                  |
| ------------- | -------------------------------------- | ------------------------------------------------ | -------------------------------------- |
| 1969-presente | Sesame Street                          | Elmo y Big Bird                                  | Voces recurrentes de ambos personajes  |
| 1991-1994     | Clarissa Explains It All               | J. Elliot Fundsworth III y Clifford Spleenhurfer |                                        |
| 1994-2003     | Los Simpson                            | Varios personajes                                |                                        |
| 1996-2002     | ¡Oye, Arnold!                          | Varios personajes                                |                                        |
| 1999-presente | Dragon Ball                            | Krilin                                           | Voz actual del personaje               |
| 2000-2004     | Malcolm in the Middle                  | Francis Wilkerson (1ª voz)                       | Coprotagonista                         |
| 2004-2007     | Drake & Josh                           | Josh Nichols                                     | Coprotagonista                         |
| 2006          | Drake & Josh Go Hollywood              | Josh Nichols                                     | Coprotagonista                         |
| 2007          | Drake y Josh: Un Camarón Gigante       | Josh Nichols                                     | Coprotagonista                         |
| 2008          | Merry Christmas, Drake & Josh          | Josh Nichols                                     | Coprotagonista                         |
| 2014          | Sam & Cat                              | Josh Nichols                                     | Material de archivo                    |
| 2014          | Henry Danger                           | Josh Nichols                                     | Material de archivo                    |
| 2004-2012     | Bleach                                 | Ichigo Kurosaki                                  | Protagonista                           |
| 2005          | Bratz                                  | Shane                                            |                                        |
| 2007          | Hannah Montana                         | Derek                                            | Episodio: «My Best Friend's Boyfriend» |
| 2007-2012     | ICarly                                 | Varios personajes y insertos                     | También director de doblaje            |
| 2021-2023     | ICarly                                 | Varios personajes y insertos                     | También director de doblaje            |
| 2008-2015     | El mentalista                          | Varios personajes                                |                                        |
| 2011-2013     | Victorious                             | Varios personajes e insertos                     | También director de doblaje            |
| 2024          | Quiet on Set: The Dark Side of Kids TV | Josh Peck                                        | Material de archivo                    |
| 2024-presente | X-Men '97                              | Kevin Sidney / Morph                             | Elenco principal                       |
| 2024-presente | Squid Game 2                           | Choi Woo-seok                                    | Voz actual del personaje               |